# (100306) 1995 GH2
(100306) 1995 GH2 es un asteroide perteneciente al cinturón de asteroides, descubierto el 2 de abril de 1995 por el equipo del Spacewatch desde el Observatorio Nacional de Kitt Peak, Arizona, Estados Unidos.

## Designación y nombre
Designado provisionalmente como 1995 GH2.

## Características orbitales
1995 GH2 está situado a una distancia media del Sol de 2,591 ua, pudiendo alejarse hasta 2,839 ua y acercarse hasta 2,343 ua. Su excentricidad es 0,095 y la inclinación orbital 4,799 grados. Emplea 1523 días en completar una órbita alrededor del Sol.

## Características físicas
La magnitud absoluta de 1995 GH2 es 15,8.